# Comitatul Teton, Idaho
- Acest articol se referă la Comitatul Teton, statul american Idaho. Pentru alte utilizări ale toponimului Teton, vedeți Teton (dezambiguizare).

Comitatul Teton (în engleză Teton County) este un comitat din statul Idaho, Statele Unite ale Americii.

## Demografie
|  | Graficele sunt indisponibile din cauza unor probleme tehnice. Mai multe informații se găsesc la Phabricator și la wiki-ul MediaWiki. |

Date: Wikidata - grafică realizată de Wikipedia